# Nakajima Ki-115
Il Nakajima Ki-115 Tsurugi (剣 "Spada") era un aereo per attacchi kamikaze sviluppato dall'azienda giapponese Nakajima Hikōki per il Dai-Nippon Teikoku Rikugun Kōkū Hombu, la componente aerea dell'esercito imperiale giapponese nel tardo 1945 ed utilizzato negli ultimi atti della seconda guerra mondiale.
La Marina imperiale giapponese denominò il velivolo Tōka (藤花、"Fiore di Wisteria").

## Storia
Il ruolo inteso dell'aereo era di essere usato in attacchi kamikaze contro la flotta di invasione statunitense nell'invasione programmata del Giappone, Operazione Downfall, che alla fine non ebbe luogo.
Quando l'Alto Comando giapponese si rese conto che non aveva aeroplani obsoleti da usare in attacchi kamikaze, fu deciso di produrre un gran numero di aerei per attacchi suicidi, semplici e a basso costo costruiti in maniera rapida per prevenire l'invasione del Giappone.

### Sviluppo
L'aereo fu molto semplice da costruire, prendendo forma da materiali "non strategici" (soprattutto legno e acciaio). Per risparmiare peso, si decise di usare come treno di atterraggio un semplice carrello sganciabile dopo il decollo (essendo l'aereo destinato al suicidio si credeva che non avrebbe fatto nessun atterraggio). Questa soluzione tuttavia, in congiunzione con la scarsa visibilità del cockpit e l'inesperienza dei piloti, rendeva il velivolo incontrollabile a terra, e si decise quindi di dotare il velivolo di un semplice ammortizzatore. La sezione trasversale della fusoliera è circolare e non ellittica come molti degli aerei di quella dimensione e di quel tempo; fusoliere come quella sono più semplici da produrre.
Lo Tsurugi disponeva di un pannello degli strumenti con alcuni strumenti di volo; rudimentali pedali in aggiunta ad un altrettanto rude leva del timone e inoltre aveva anche una radio. I comandi di volo includevano entrambi gli alettoni e (nella versione di produzione) ipersostentatori.
Il Ki-115 era progettato per poter usare ogni tipo di motore, e per poter assorbire i vecchi motori che il Giappone non usava degli anni venti e trenta. Il primo aereo (Ki-115a) era mosso da un motore radiale Nakajima Ha-35 da 1,150 CV. Non è noto se altri motori siano mai stati installati.
Dopo i test, nella prima produzione vennero aggiunti un migliore carrello e due unità di razzi. Questi potevano aiutare nella fase di decollo  o accelerare l'aereo nella sua discesa finale verso l'obiettivo .

### Prestazioni

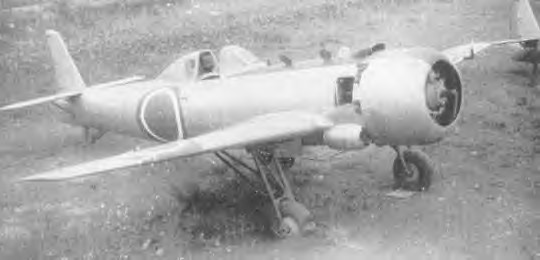
Un Ki-115 subito dopo la guerra, si noti l'elica rimossa per prevenire voli non autorizzati.

L'aereo aveva una velocità massima di 512 km/h (320 mph) e poteva portare una bomba da 800 kg, abbastanza da distruggere una corazzata in due pezzi. Tuttavia non aveva armi per potersi difendere sulla rotta, quindi diventava un facile bersaglio per i caccia nemici.
I controlli erano rudimentali, la visibilità scarsissima, e le prestazioni non esattamente ottimali. Lo Tsurugi era molto penalizzato nei decolli e nelle picchiate finali, ed era adatto solo a piloti esperti. Ci furono molti incidenti fatali durante i test e le esercitazioni. Tuttavia, nuove e migliori versioni  con controlli migliorati e migliore visibilità erano sotto intenso sviluppo. L'Alto Comando giapponese pianificava di costruire circa 8.000 aerei al mese in fabbriche in tutta la nazione.
La guerra tuttavia, finì prima che potesse essere utilizzato. Individualmente quest'aereo era un'arma inefficiente, ma, usata in ondate di un centinaio o più velivoli sarebbe stata un'arma molto distruttiva.

## Versioni
I dati sulle versioni sono estratti da Ｋｅｙのミリタリーなページ
Ki-115甲
versione con ala metallica.
Ki-115B
versione con ala in legno ed accesso alla cabina di pilotaggio con tettuccio scorrevole.
Tōka (藤花)
designazione per la marina imperiale.

## Utilizzatori
Giappone
- Dai-Nippon Teikoku Rikugun Kōkū Hombu
- Dai-Nippon Teikoku Kaigun Kōkū Hombu

## Esemplari attualmente esistenti
L'unico esemplare sopravvissuto si trova nell'edificio Garber del National Air and Space Museum, in condizioni di dissemblamento.